# 1125

## Události
- únor – Přemyslovec Soběslav se vrátil do Čech a byl uznán Vladislavem I. za jeho nástupce.
- 12. dubna – Smrt Vladislava I., nástup Soběslava I., konec druhé krize přemyslovského státu.
- říjen – Soběslav vytáhl na Moravu a uspořádal zdejší úděly, Brněnsko svěřeno Vratislavovi na úkor Oty Olomouckého.
- říjen – úmrtí Kosmy a tím i konec líčení Kosmovy kroniky, nejvýznamnějšího díla raných českých dějin
- listopad – Ota Olomoucký uplatil Lothara III. Saského a přesvědčil ho k tažení do Čech.
- založen nejstarší ženský cisterciácký klášter v Tart
- v Krakově velký požár, shořelo téměř celé město. První historicky zdokumentovaný požár tohoto města
- zima 1125/1126 je uváděna jako obzvlášť krutá, zamrzla řeka Pád v severní Itálii

## Vědy a umění
- první doložený vodní mlýn na českém území v Úněticích

## Narození
- ? – Matilda Savojská, první portugalská královna († 4. listopadu 1157)
- ? – Otakar III. Štýrský, markrabě štýrský († 31. prosince 1164)
- ? – Michael Glykas, byzantský historik, teolog, matematik, astronom a básník († 1204)

## Úmrtí
Česko
- 12. dubna – Vladislav I., český kníže (* před rokem 1089)
- 27. září – Richenza z Bergu, česká kněžna (* asi 1095)
- 21. října – Kosmas, český kronikář (* asi 1045)

Svět
- 19. května – Vladimír II. Monomach, veliký kníže kyjevský (* 1053)
- 23. května – Jindřich V. Sálský, císař Svaté říše římské (* 8. ledna 1086)
- 27. září – Richenza z Bergu, česká kněžna jako manželka Vladislava I. (* asi 1095)
- ? – David IV., gruzínský král z rodu Bagrationů (* ? 1073)

## Hlavy států
- České knížectví – Vladislav I. – Soběslav I.
- Svatá říše římská – Jindřich V. – Lothar III.
- Papež – Honorius II.
- Anglické království – Jindřich I. Anglický
- Francouzské království – Ludvík VI. Francouzský
- Polské knížectví – Boleslav III. Křivoústý
- Uherské království – Štěpán II. Uherský
- Byzantská říše – Jan II. Komnenos